# 楊麗環
楊麗環（1957年5月1日—）是桃園市出身的政治人物，曾任中國國民黨籍立法委員、桃園縣議員、里長。2007年獲「台灣防暴聯盟」選為優質立委，2008年獲公民監督國會聯盟選為「優秀立委」。2012年以全縣最高票風光當選連任，2016年挑戰五連霸，結果以160票之差敗給已闊別立院長達五屆的前台鹽董座鄭寶清，這也是她自1994年參選里長從政21年餘以來吞下的首場敗仗。
2018年3月，參與國民黨桃園市市長初選，敗給陳學聖，同年8月9日宣布退出國民黨。同年10月30日，與下一代幸福聯盟共同召開記者會，宣布支持愛家三公投，反對同性婚姻入民法。11月24日，僅獲約5%的選票，不敵尋求連任的民進黨籍市長鄭文燦，相隔兩年餘再度敗選。

## 選舉紀錄
| 年度 | 選舉屆數               | 選舉區           | 所屬政黨   | 得票數  | 得票率 | 當選標記 | 備註 |
| ---- | ---------------------- | ---------------- | ---------- | ------- | ------ | -------- | ---- |
| 1998 | 第十四屆桃園縣議員選舉 | 桃園縣第一選舉區 | 中國國民黨 | 4,037   | 4.49%  |          |      |
| 2004 | 第六屆立法委員選舉     | 桃園縣選舉區     | 中國國民黨 | 38,744  | 5.26%  |          |      |
| 2008 | 第七屆立法委員選舉     | 桃園縣第四選舉區 | 中國國民黨 | 80,769  | 62.43% |          |      |
| 2012 | 第八屆立法委員選舉     | 桃園縣第四選舉區 | 中國國民黨 | 105,827 | 58.20% |          |      |
| 2016 | 第九屆立法委員選舉     | 桃園市第四選舉區 | 中國國民黨 | 86,253  | 49.95% |          |      |
| 2018 | 第二屆桃園市市長選舉   | 桃園市           | 無黨籍     | 51,118  | 4.99%  |          |      |

## 軼聞
楊麗環多年前因為淋巴位置開刀，醫生建議手臂要經常做上舉的運動，對淋巴開刀處有幫助，因此她常在家做類似的復健運動。逛大賣場發現有人在玩投籃機，與舉臂的復健運動很類似，就嘗試玩投籃機。楊麗環說投籃機運動不會曬到太陽，大賣場又在她服務處附近，很方便，就漸漸迷上投籃機，苦練有成果；過6關的投籃機，她投破千分沒有問題，連辦公室年輕的男助理都自嘆不如。